# The Shaughraun
The Shaughraun je americký němý film z roku 1907. Režisérem je J. Stuart Blackton (1875–1941). Film měl premiéru 20. srpna 1907.
Jedná se o první filmovou adaptaci divadelní hry The Shaughraun (1874) od Diona Boucicaulta (1822–1890).